# Herajärvi (sjö i Saarijärvi, Mellersta Finland)
Herajärvi är en sjö i kommunen Saarijärvi i landskapet Mellersta Finland i Finland. Den är 16,9 meter djup. Arean är 46 hektar och strandlinjen är 3,74 kilometer lång. Sjön  ingår i Kymmene älvs huvudavrinningsområde.   Den ligger omkring 57 kilometer nordväst om Jyväskylä och omkring 280 kilometer norr om Helsingfors. 
Öster om Herajärvi ligger tätorten Saarijärvi. 